# Rave Un2 the Joy Fantastic
Rave Un2 the Joy Fantastic is een muziekalbum van Prince (toen gekend als O(+>) en werd uitgebracht in 1999. Het is het laatste reguliere album dat hij als "O(+>" uitbracht.

## Algemeen
Sinds Emancipation had Prince drie jaar lang geen regulier album uitgebracht. Door middel van een één-album-overeenkomst met Arista Records probeerde hij met dit album een come-back te maken. Eerder had Arista's president Clive Davis Carlos Santana een come-back bezorgd met het album Supernatural. Een album vol met gastoptredens van hedendaagse popsterren. Het idee was om Rave Un2 the Joy Fantastic op zo'n zelfde manier aan te pakken. Het album kent daarom ook gastoptredens van Chuck D van Public Enemy, Eve, Gwen Stefani van No Doubt, Sheryl Crow (van wie hij ook het nummer Everyday Is A Winding Road covert op dit album) en Ani DiFranco. Tevens waren er bijdragen te horen van Maceo Parker en Larry Graham, die echter niet als gastoptredens beschouwd kunnen worden omdat ze toenmalige bandleden van Prince waren.
Het album kreeg gemengde kritieken van recensenten en van fans. Commercieel gezien wordt Rave Un2 the Joy Fantastic, voor een serieuze comeback-poging, als een grote teleurstelling gezien. Het album verkocht echter toch nog wereldwijd zo'n 1,75 miljoen exemplaren, waarvan relatief de meeste in de Verenigde Staten (#18), waar het album goud werd.
Waarom het album niet het succes werd waarop werd gehoopt, blijft een reden tot speculatie. Als reden wordt vaak aangegeven; de middelmatige kwaliteit van de nummers, de slechte promotie van Arista nadat bekend was geworden dat Clive Davis het label ging verlaten en het tekort aan singles die werden uitgebracht.
Later in 2000 was er, via de toen nieuwe NPG Music Club een remixalbum van Rave Un2 the Joy Fantastic te koop, genaamd Rave In2 the Joy Fantastic.

## Nummers
| Nr. | Titel                                                        | Duur |
| --- | ------------------------------------------------------------ | ---- |
| 1.  | Rave Un2 the Joy Fantastic                                   | 4:19 |
| 2.  | Undisputed (met Chuck D)                                     | 4:20 |
| 3.  | The Greatest Romance Ever Sold                               | 5:30 |
| 4.  | Naamloos (segue)                                             | 0:04 |
| 5.  | Hot Wit U (met Eve)                                          | 5:12 |
| 6.  | Tangerine                                                    | 1:31 |
| 7.  | So Far, So Pleased (met Gwen Stefani)                        | 3:24 |
| 8.  | The Sun, the Moon and Stars                                  | 5:16 |
| 9.  | Everyday is a Winding Road                                   | 6:13 |
| 10. | Naamloos (segue)                                             | 0:19 |
| 11. | Man'O'War                                                    | 5:15 |
| 12. | Baby Knows (met Sheryl Crow)                                 | 3:19 |
| 13. | Eye Love U, But Eye Don't Trust U Anymore (met Ani DiFranco) | 3:36 |
| 14. | Silly Game                                                   | 3:30 |
| 15. | Strange But True                                             | 4:13 |
| 16. | Wherever U Go, Whatever U Do                                 | 3:17 |
| 17. | Naamloos (stilte) (verborgen)                                | 0:44 |
| 18. | Naamloos (1-800-NEW-FUNK Advertentie)                        | 5:33 |
| 19. | Prettyman                                                    | 4:25 |
| 20. | Naamloos (stilte) (verborgen)                                | 2:32 |

De Japanse versie van Rave Un2 the Joy Fantastic bevat een extra remix van het nummer The Greatest Romance Ever Sold (Adam & Eve Remix feat. Eve). De nummers vanaf 16 zijn dan als volgt:

| Nr. | Titel                                                       | Duur |
| --- | ----------------------------------------------------------- | ---- |
| 16. | Wherever U Go, Whatever U Do                                | 3:17 |
| 17. | The Greatest Romance Ever Sold (Adam & Eve Remix feat. Eve) | 5:32 |
| 18. | Naamloos (1-800-NEW-FUNK Advertentie)                       | 0:44 |
| 19. | Prettyman                                                   | 4:25 |
| 20. | DATATRACK (tbv 'The_Artist.exe)                             |      |

## Singles
Er werd maar één single van het album uitgebracht; The Greatest Romance Ever Sold.
De maxi-single van The Greatest Romance Ever Sold zou meerdere remixen bevatten, waarvan één met Eve (The Adam & Eve Mix). Ook van Hot Wit U kwam een maxi-single uit met onder andere de Nasty Girl Remix met, zoals de titel al verraad elementen van de Vanity 6 single Nasty Girl. Deze maxi-single was echter moeilijk verkrijgbaar.
The Greatest Romance Ever Sold werd maar een klein hitje (nl: tip, vs: #63).
Het verhaal gaat dat So Far, So Pleased (met Gwen Stefani) op single zou verschijnen. De platenmaatschappij van Stefani's toenmalige band No Doubt hield dit echter tegen, omdat het No Doubt-album Return of Saturn begin 2000 zou uitkomen en het misschien verwarring zou zaaien onder No Doubt-fans.

## Bijzonderheden
De titelnummer van het album stamt uit 1988 en zou toen het titelnummer worden van een gelijknamig album. Dit album werd echter geannuleerd, ten gunste van de Batman soundtrack uit 1989. Het nummer is tijdens de Lovesexy Tour van 1988 meerdere keren tijdens aftershows gespeeld.
Het nummer Everyday Is a Winding Road is een cover van de Amerikaanse zangeres Sheryl Crow. Het is afkomstig van haar album Sheryl Crow uit 1996.

## Rave In2 the Joy Fantastic
Op 29 april 2000 kwam Rave In2 the Joy Fantastic uit. Dit was een remixalbum van Rave Un2 the Joy Fantastic en was alleen te verkrijgen als cd via de NPG Music Club, zijn website en online winkel. Vijf nummers zijn een remix, maar zeven nummers zijn (vrijwel) onveranderd. Daarnaast is het psychedelische nummer Beautiful Strange toegevoegd, en Strange but True en Everyday Is a Winding Road ontbreken. De volgende nummers zijn een remix; Rave In2 the Joy Fantastic, Undisputed (The Moneyappolis Mix), The Greatest Romance Ever Sold, Hot Wit U (Nasty Girl Remix) en Man'O'War (Remix).
| 01. | Rave In2 the Joy Fantastic                                                                        | 5:14 |
| 02. | Undisputed (The Moneyapolis Mix met Chuck D)                                                      | 5:45 |
| 03. | The Greatest Romance Ever Sold (Adam & Eve Remix - Extended)                                      | 8:07 |
|     | (afwijkende versie van de op sommige Rave Un2 the Joy Fantastic albums verschenen remix van 5:32) |      |
| 04. | Hot Wit U (Nasty Girl Remix with Eve)                                                             | 4:23 |
| 05. | Tangerine (Extended)                                                                              | 2:13 |
| 06. | So Far, So Pleased (met Gwen Stefani)                                                             | 3:24 |
| 07. | The Sun, the Moon and Stars                                                                       | 5:18 |
| 08. | Man'O'War (Remix)                                                                                 | 5:12 |
| 09. | Baby Knows (Extended met Sheryl Crow)                                                             | 3:53 |
| 10. | Eye Love U, But Eye Don't Trust U Anymore (met Ani DiFranco)                                      | 3:34 |
| 11. | Beautiful Strange                                                                                 | 4:55 |
| 12. | Silly Game                                                                                        | 3:29 |
| 13. | Wherever U Go, Whatever U Do                                                                      | 3:16 |
| 14  | Prettyman (Extended version met Maceo Parker) (verborgen nummer)                                  | 5:36 |